# Herrarnas barr i gymnastik vid olympiska sommarspelen 1976
Herrarnas barr i gymnastik vid olympiska sommarspelen 1976 avgjordes den 18-23 juli i Montreal Forum.

## Medaljörer
| Gren           | Guld             | Silver                          | Brons                  |
| Herrarnas barr | Sawao Kato Japan | Nikolaj Andrianov Sovjetunionen | Mitsuo Tsukahara Japan |

## Resultat

### Final
| Placering | Gymnast                 | C     | O     | Kval  | Final | Totalt |
| --------- | ----------------------- | ----- | ----- | ----- | ----- | ------ |
|           | Sawao Kato (JPN)        | 9,750 | 9,800 | 9,775 | 9,900 | 19,675 |
|           | Nikolaj Andrianov (URS) | 9,800 | 9,700 | 9,750 | 9,750 | 19,500 |
|           | Mitsuo Tsukahara (JPN)  | 9,700 | 9,650 | 9,675 | 9,800 | 19,475 |
| 4         | Bernd Jager (GDR)       | 9,650 | 9,550 | 9,600 | 9,600 | 19,200 |
| 5         | Miloslav Netusil (TCH)  | 9,450 | 9,600 | 9,525 | 9,600 | 19,125 |
| 6         | Andrzej Szajna (POL)    | 9,450 | 9,550 | 9,500 | 9,450 | 18,950 |